# Kloster- und Pfarrkirche St. Michael (Paradies)

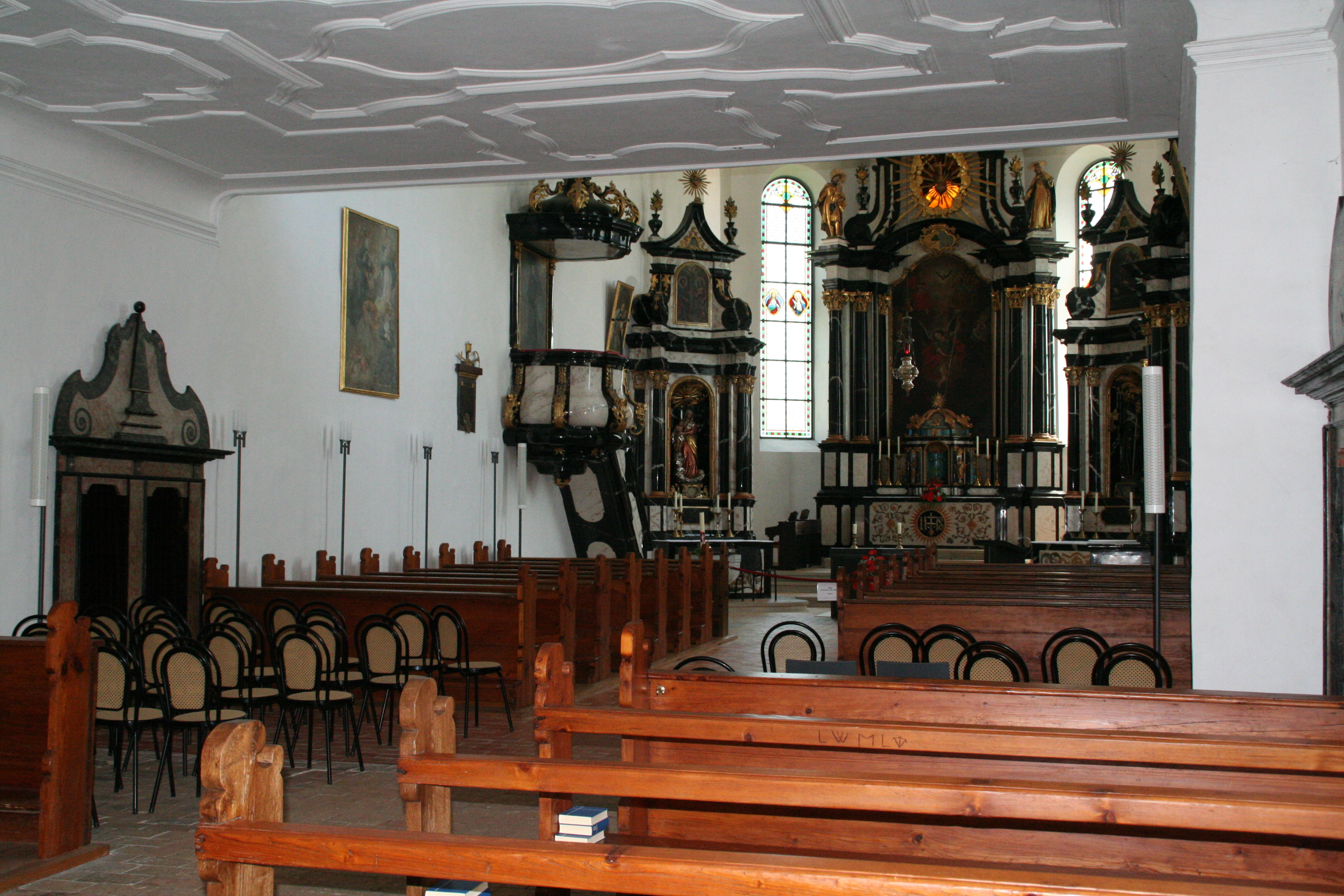
Innenraum der Klosterkirche

Die Klosterkirche St. Michael im Kloster Paradies (Schweiz) ist heute Pfarrkirche der Gemeinde Schlatt. Der derzeitige Zustand ist wesentlich den Änderungen nach dem ersten Brand von 1587 und den barocken Veränderungen im 18. Jahrhundert, mit Fertigstellung 1728, gedankt. Ursprünglich bestand sie nach franziskanischen Bauvorschriften für Bettelorden, die eine möglichst einfache Bauweise fordern, nur aus einem geraden Baukörper mit Dachreiter, ca. 32 Metern Länge und heutiger Breite.: S. 15–16.

## Baugeschichte
Die angrenzenden Klosterbauten waren zwischen 1948 und 1973 renoviert worden. Hierbei war das Ziel, sie zum Ausbildungszentrum der Georg Fischer AG umzunutzen. Die Kirche war dabei stets aussen vor geblieben. «Zu Beginn der 1990er Jahre gab es in der Denkmallandschaft des Thurgaus kaum ein zweites Gebäude von vergleichbarer Bedeutung, das noch nie umfassend restauriert worden war – eine äusserst verantwortungsvolle Aufgabe für die begleitende Denkmalpflege also.»

### Ursprünglicher Baukörper und erste Umgestaltungen
Im Rahmen der bodenarchäologischen und restauratorischen Untersuchungen während der Restaurierung von 2000 bis 2002 konnte man ein Bild von der älteren Bau- und Entwicklungsgeschichte der Kirche zeichnen. Im Gründungsbau des 13. Jahrhunderts wurde bereits zwischen Konversenchor und Frauenchor räumlich getrennt. Vermutlich schon ab dem 14. Jahrhundert musste St. Michael neben der Funktion als Klosterkirche auch als Pfarrkirche dienen. Deshalb musste ein Raum für die «normale» Bevölkerung geschaffen werden, damit diese ebenfalls an den Gottesdiensten teilnehmen konnte. Ein Lettner über die ganze Breite wurde in der Kirchenmitte eingezogen und teilte nun in östlichen Frauenchor-Bereich und westliche Laienkirche.

### Nach dem Brand von 1587
Der Lettner wurde im Wesentlichen nicht verändert. Nach Osten hin wurde die Kirche mit dem polygonalen Altarhaus um rund 8 Meter verlängert. Die Südwand dieser Verlängerung verfügt über eine Wandnische mit Grisaille-Malereien der heiligen Klara, die aber heute zugedeckt sind. An den Längswänden des Frauenchors stand das Chorgestühl, und darunter verlaufen immer noch zwei gewölbte Gänge bzw. Kanäle, wohl als Schutz vor Kälte und aufsteigender Feuchtigkeit im Boden. 1602 fand die Weihe statt. Die Malereien aus der Werkstatt des Schaffhauser Glas- und Flachmalers Hans Wilhelm Jezler sind unter der Tünche noch erkennbar.

### Barockisierung ab 1726
Ab diesem Zeitpunkt überliessen die Klosterfrauen das Erdgeschoss der Pfarrkirche der Pfarrgemeinde. Es wurde die Flachdecke mit ihrem reichen Schmuck an Ornamenten eingezogen, und die mächtige Nonnen- oder Chorempore ersetzt seither den Lettner und nimmt die ganze Westhälfte der Kirche ein.

### 19. und 20. Jahrhundert sowie Restaurierung 2000 bis 2002
Die Chor- und Altarstufen wurden neu gestaltet und die Wand- wie die Deckenanstriche erneuert. Die Empore bekam unter sich eine Trennwand und im östlichen Kirchenteil wurde statt der farbig glasierten Tonplatten von ca. 1600 ein neuer Boden verlegt. Dann wurde der Taufstein von 1580 kopiert und aus der Werkstatt Karl Wehrli (1843–1902) in Aussersihl kamen 1881 die Fensterverglasungen. Sie zeigen von links nach rechts: Herz Jesu, Maria, Petrus, Paulus. Da das barocke Erscheinungsbild der Kirche grösstenteils erhalten geblieben war, konnte es im Rahmen der Restaurierungen Anfang des 21. Jahrhunderts sehr weit wieder hergestellt werden.

## Ausstattung

### Stuckdecke
Ab 1726 entstand die stuckierte Flachdecke, die in fünf quadratische Deckenfelder unterteilt ist. In jedem dieser fünf Felder befindet sich ein Mittelspiegel und Eck- und Seitenkartuschen. Weitere Kartuschen in der Hohlkehle und scharnierartige Kartuschen zwischen den fünf Feldern erzeugen die Illusion einer Art Vorwärtsbewegung, was noch unterstützt wird durch die Wirkung des weissen Stucks auf dem farbigen Hintergrundflächen in blauen und roten Tönen. Besonders aufwändig sind die Stuckkartuschen in der Hohlkehle im zweiten Übergang von vorne gezählt: Pelikan und Phönix stellen symbolisch den Opfertod und die Auferstehung Christi dar.

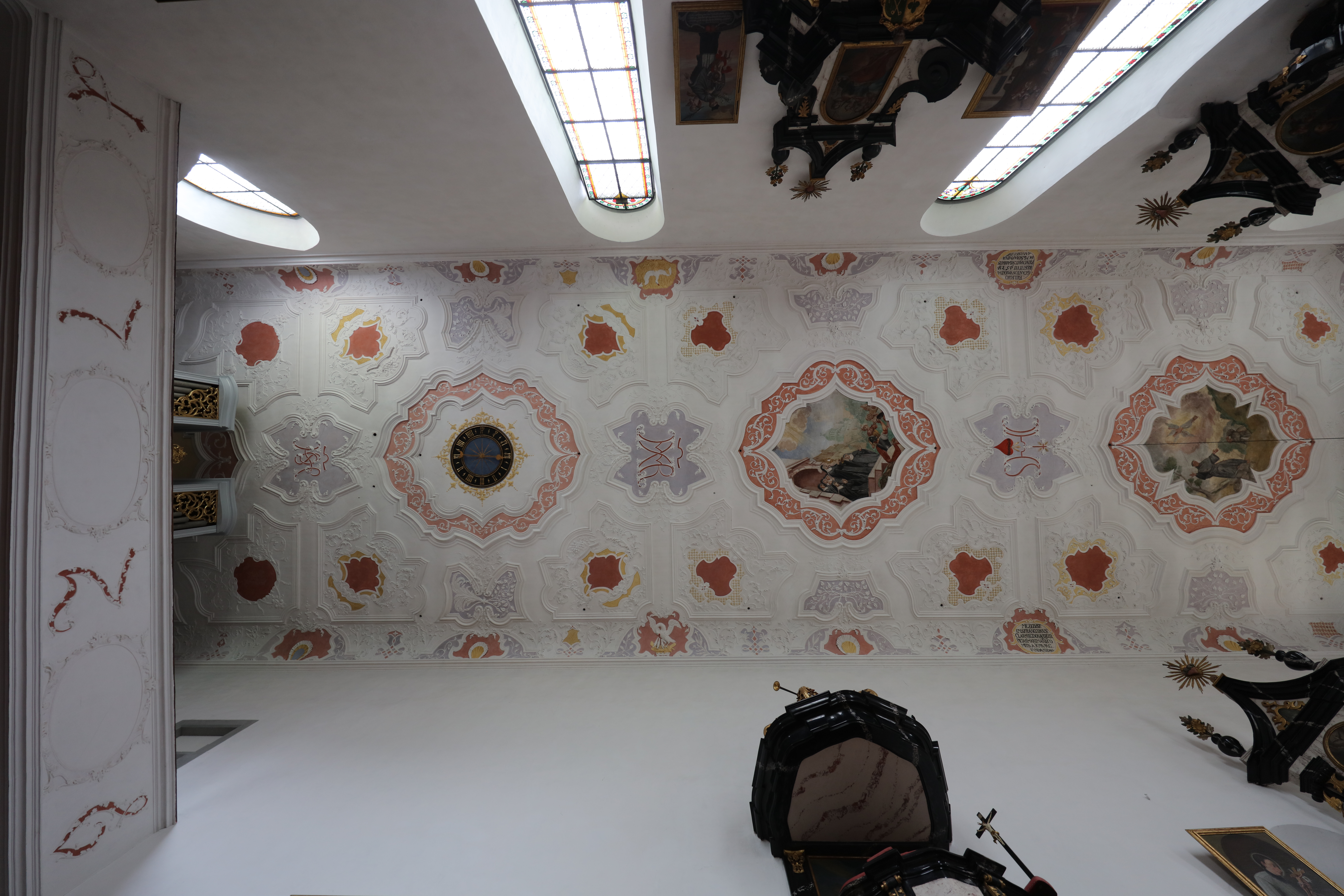
Gesamtsicht der Stuckdecke mit der Jahreszahl 1726 an der Empore
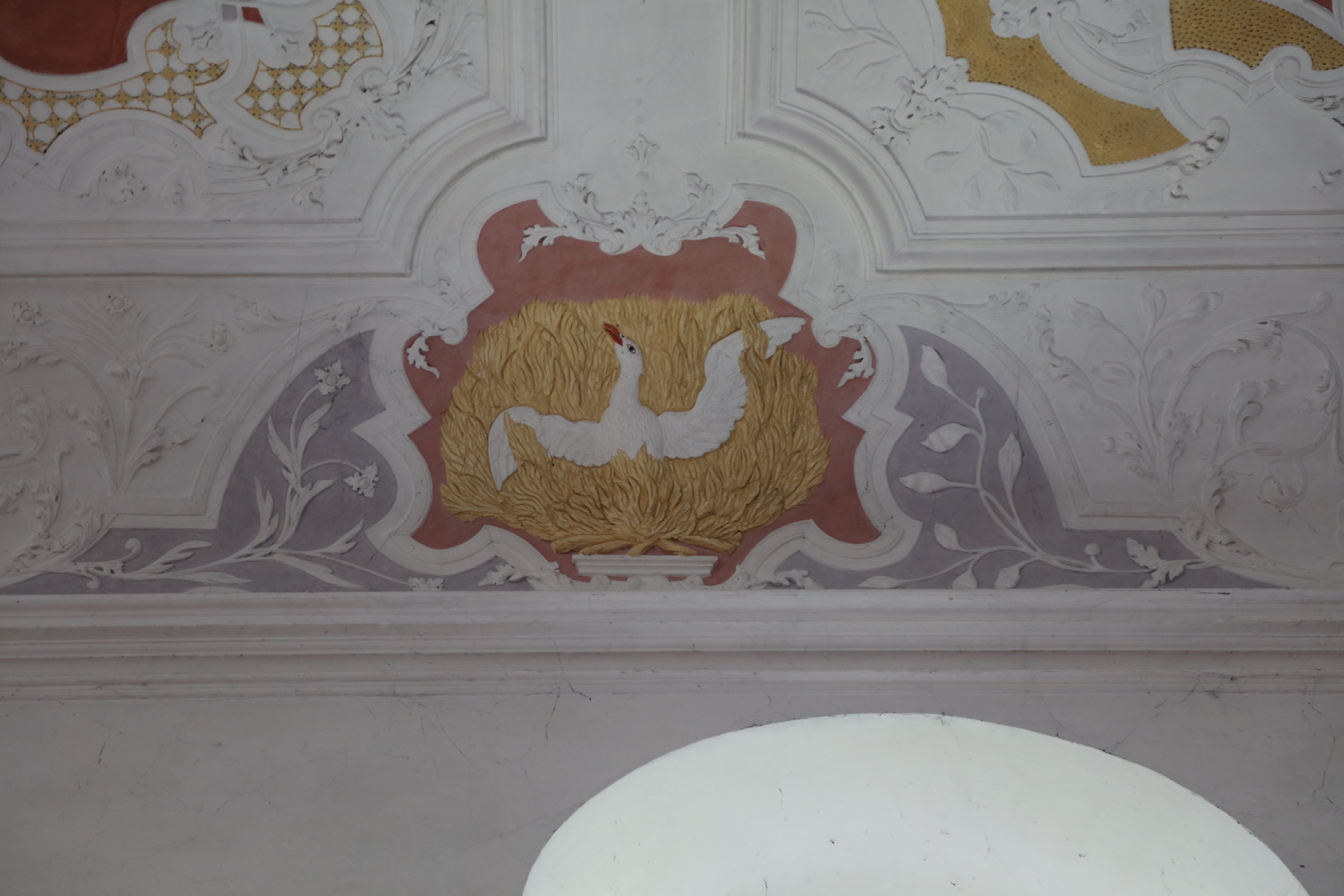
Stuckkartusche in der Hohlkehle mit Auferstehungssymbol des Phönix
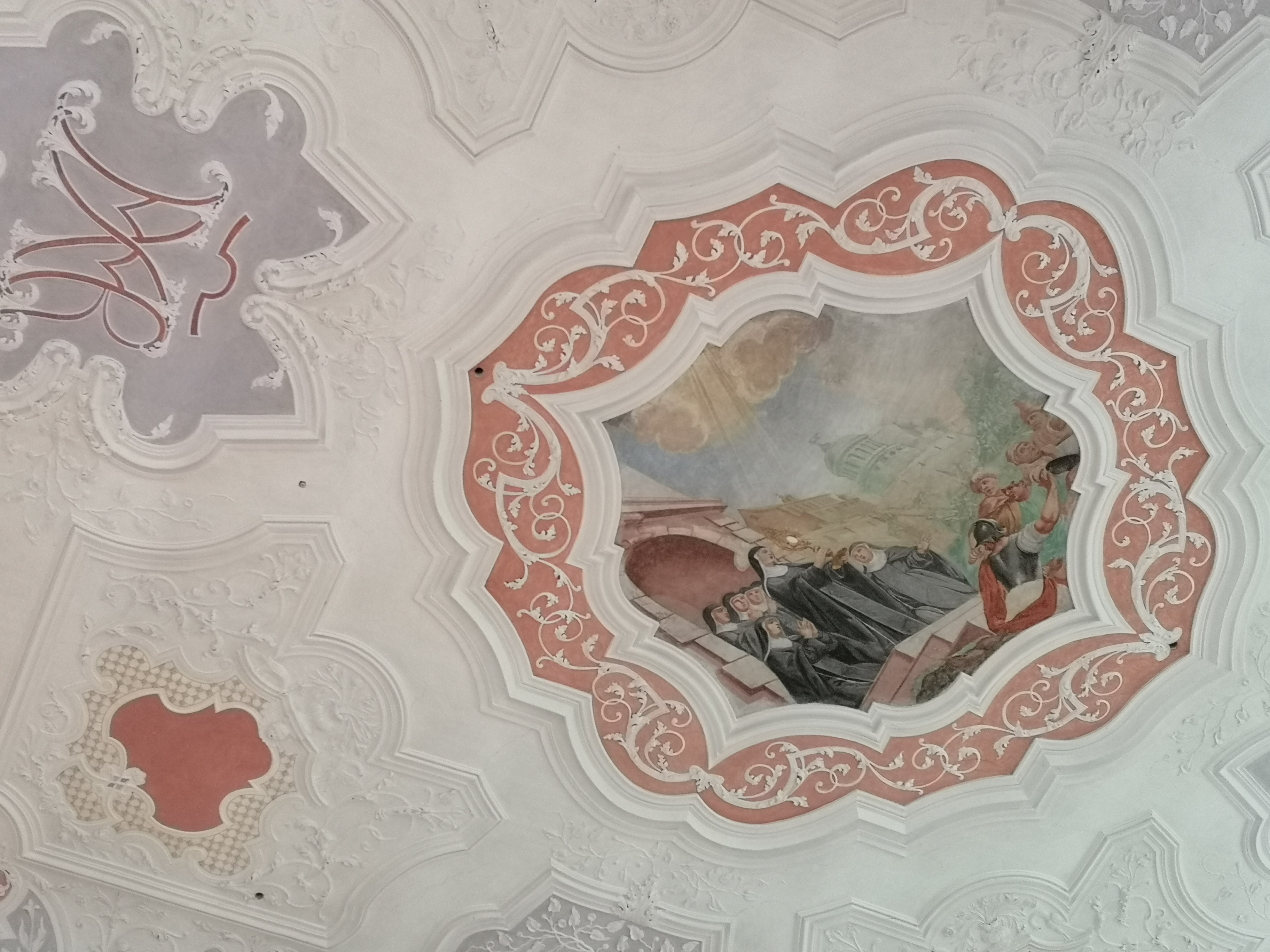
Deckenmalerei von 1726. Darstellung der hl. Klara im Kreis ihrer Mitschwestern, San Damiano vor den Ungläubigen rettend
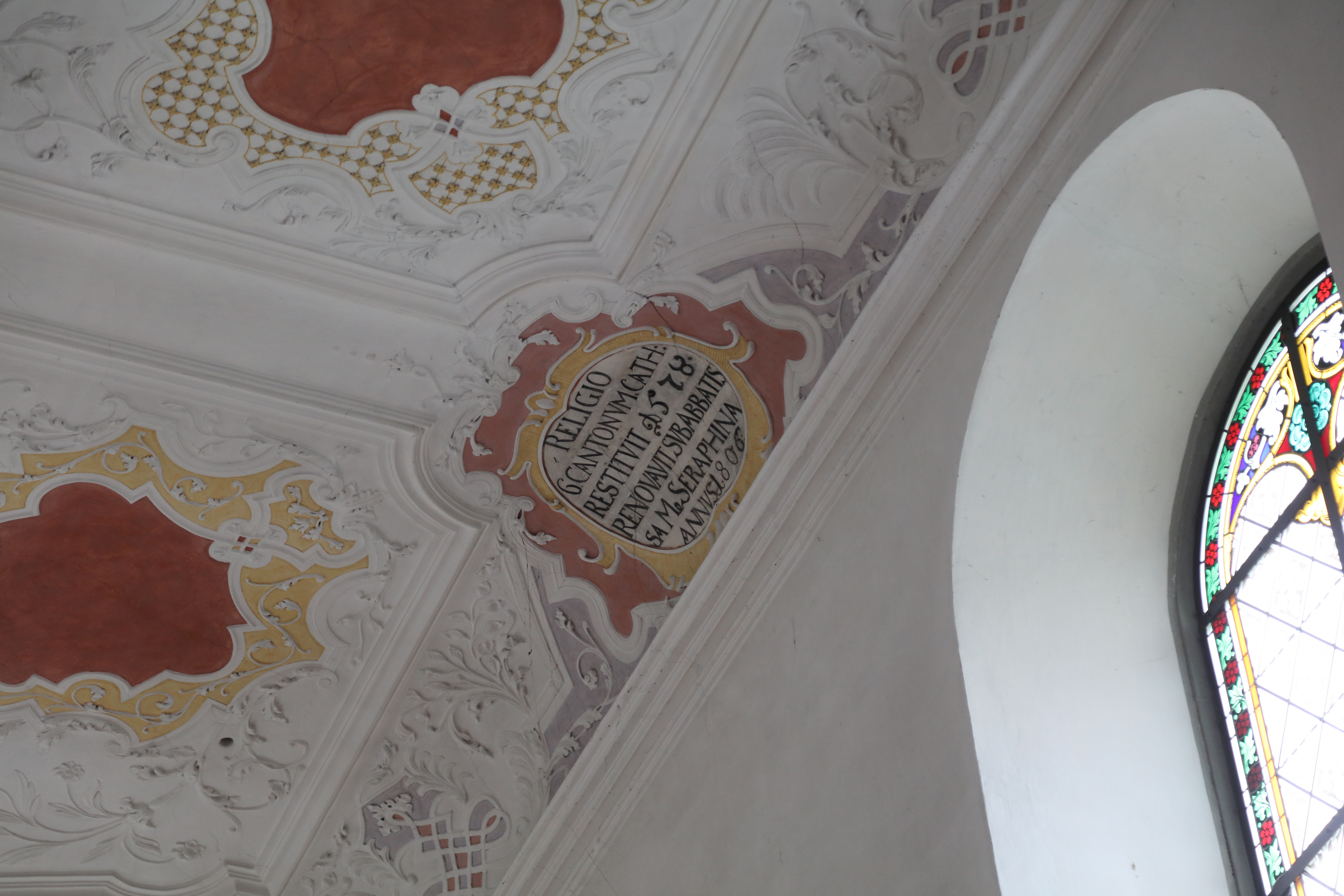
Inschrift zur Wiederherstellung und Renovation des Klosters unter den katholischen Orten der Eidgenossenschaft 1578 und unter Äbtissin Maria Seraphina Baron 1726 angebracht (letzteres Renovationsdatum übermalt 1806)

### Altäre
Auch hier ist das barocke Zusammenspiel der Farben Rot und Blau in verschiedenen Nuancen weitergeführt, das an der Stuckdecke Anfang des neuen Jahrtausends wiederhergestellt wurde. Ergänzt wird es durch den starken Kontrast in Schwarz-Weiss, den Stuckmarmor und die Marmorierungen selbst aufweisen. Insgesamt wurde hier ein effektvolles Altarensemble komponiert, hinten der raumgreifende Hochaltar, davor über Eck zwei Seitenaltäre zu Ehren des heiligen seraphischen Vaters Franziskus und der heiligen Mutter Klara und gegenüber der Predigtkanzel ein vierter Altar zu Ehren des heiligen Antonius von Padua.

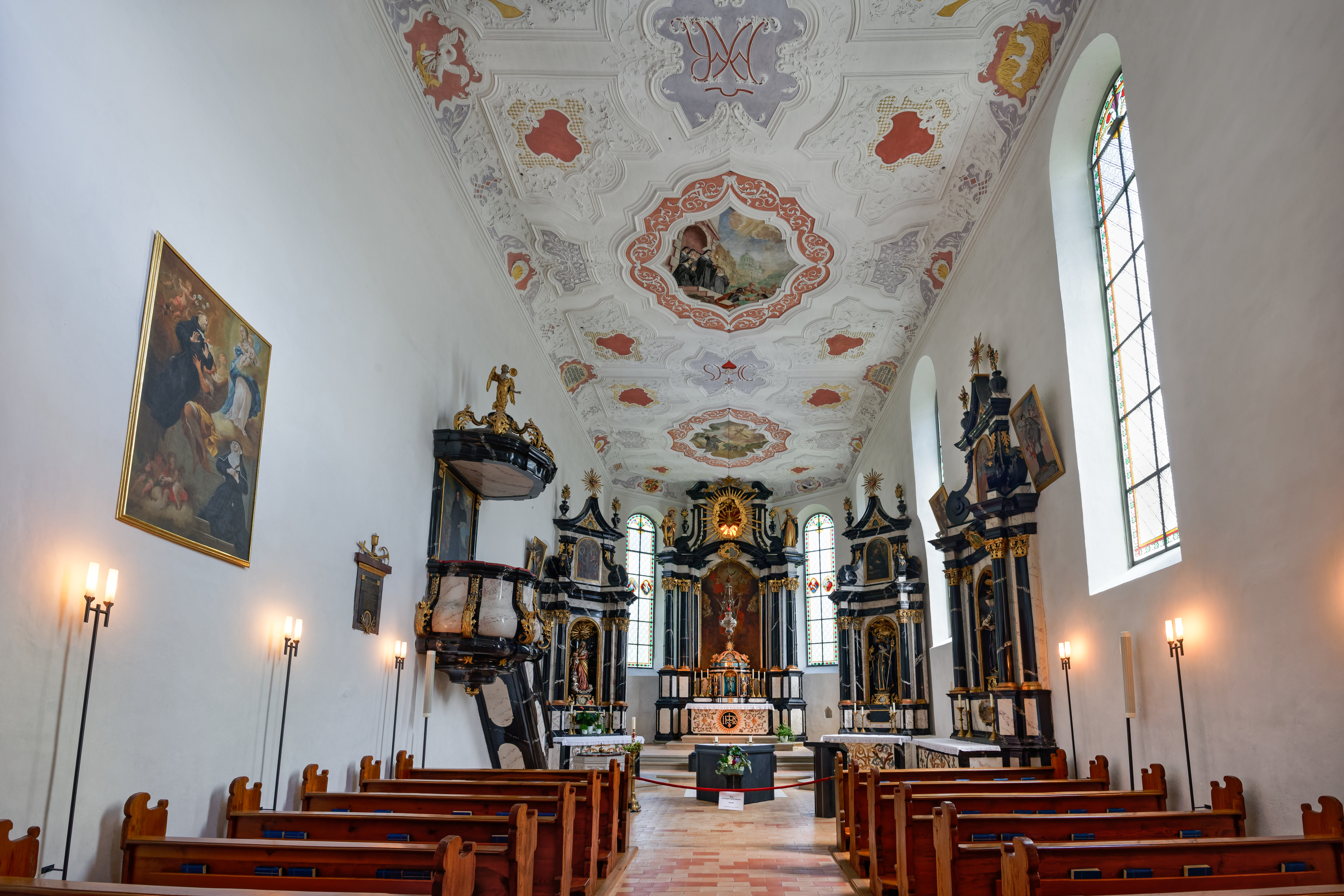
Anordnung Kanzel und die vier Altäre
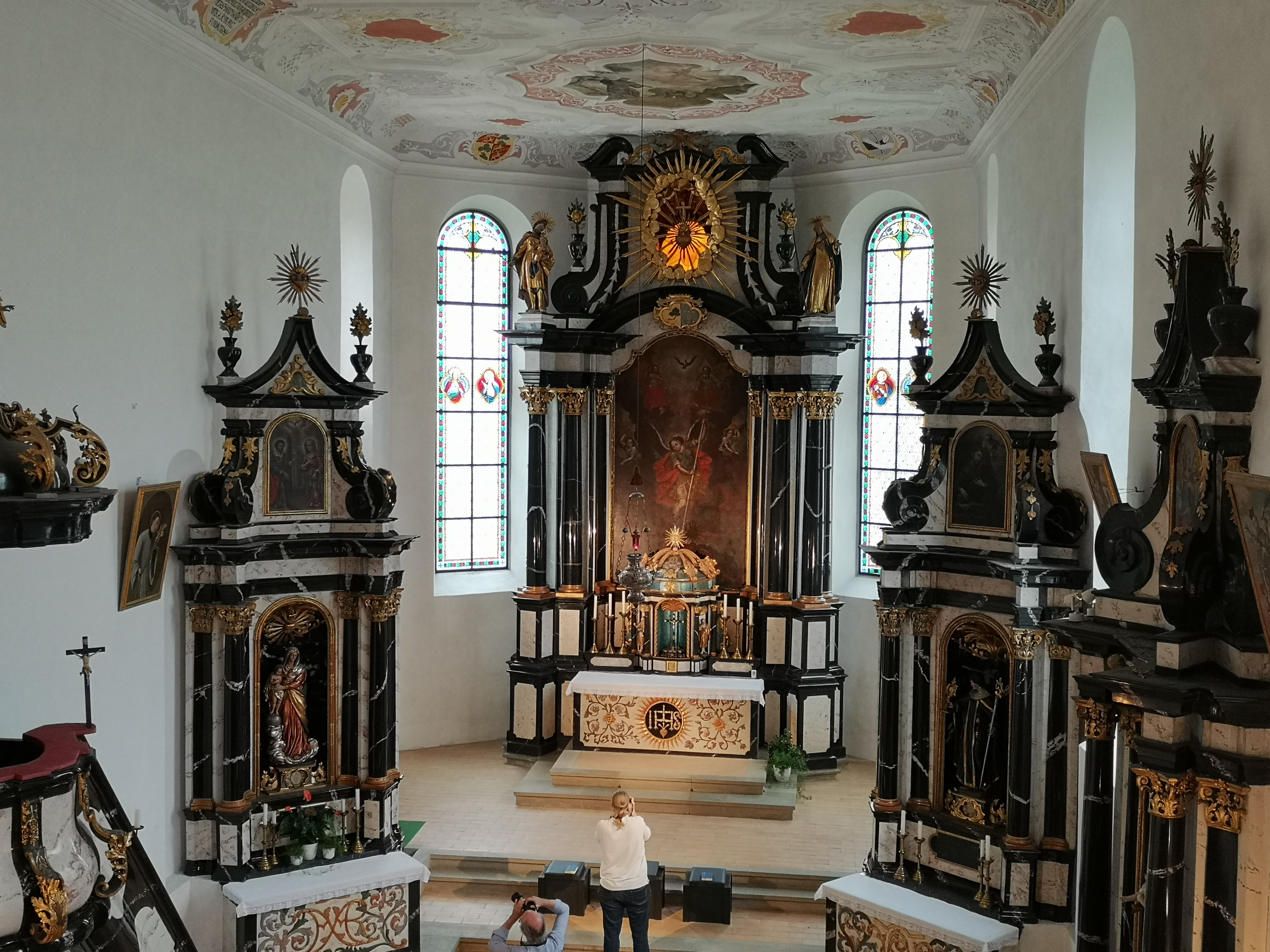
Ansicht aller Altäre
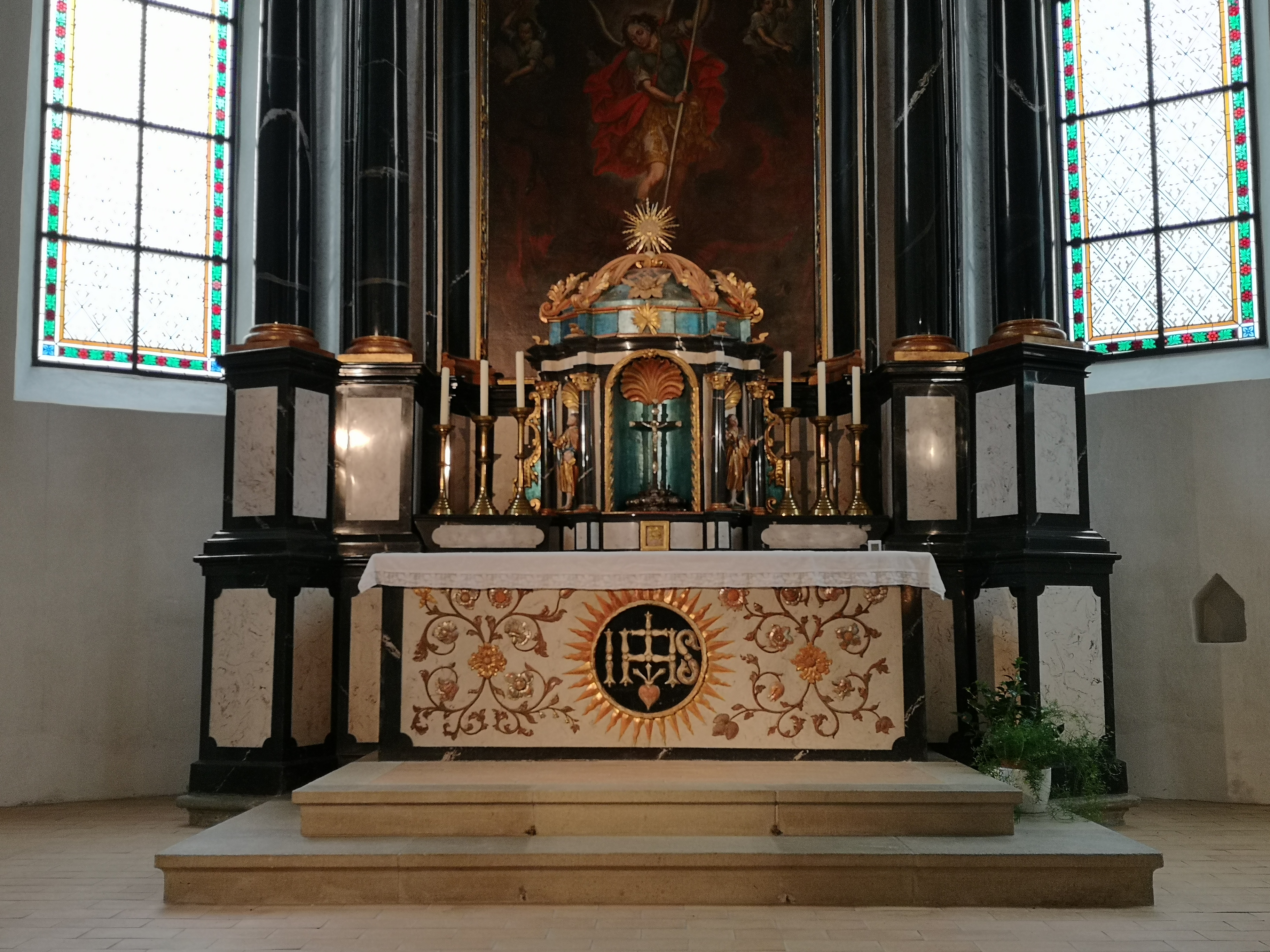
Tabernakel im Hochaltar
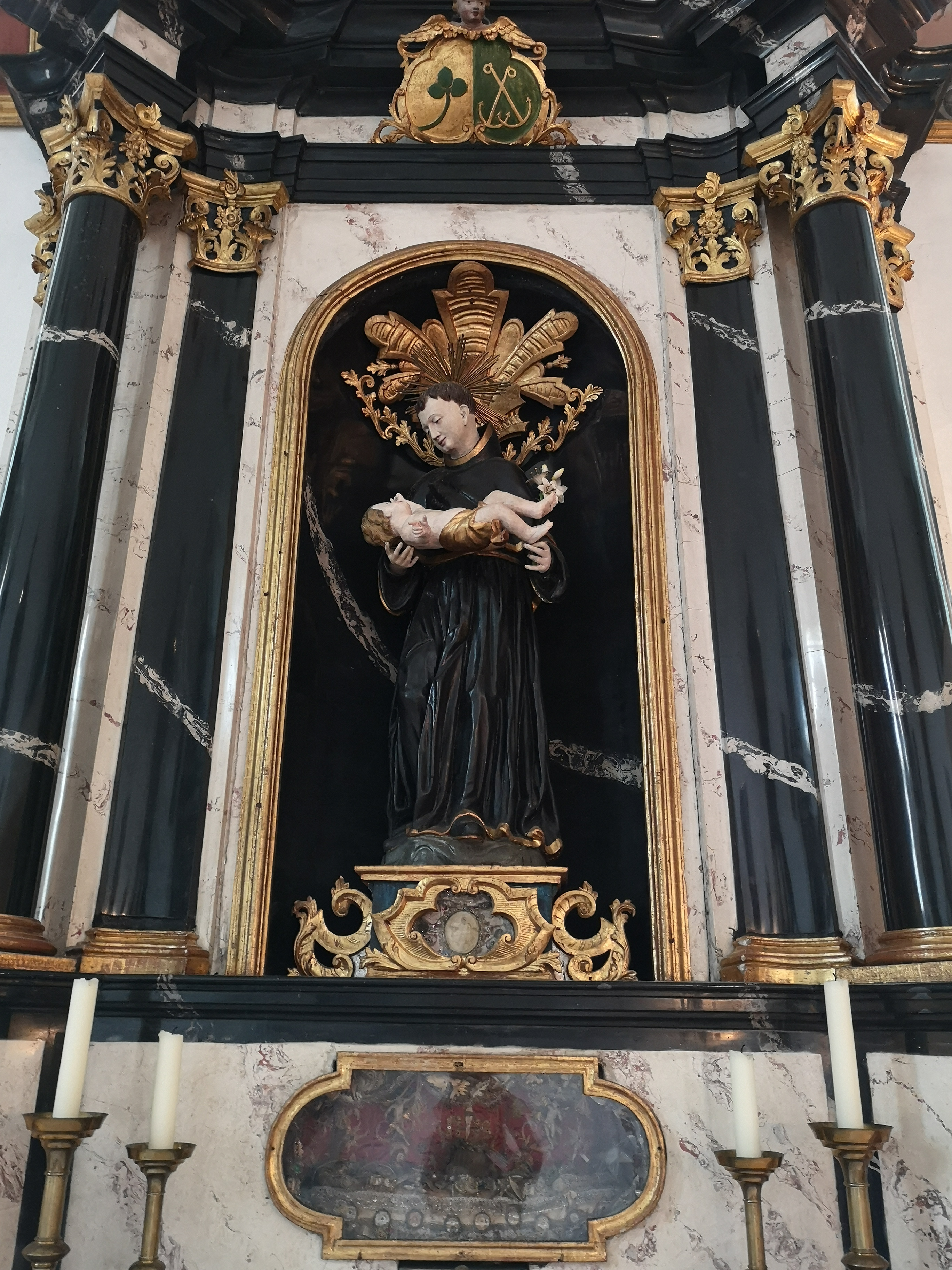
Detail des Antoniusaltars

## Orgel
Die Orgel befindet sich auf der 1726 eingezogenen Empore, welche fast die halbe Raumlänge einnimmt. Bereits im Jahre 1590 gab es ein erstes solches Instrument in der Klosterkirche, es wurde im Zuge der Barockisierung der Kirche 1728 erweitert und 1728 durch den Schaffhauser Orgelbauer Johann Conrad Speisegger überarbeitet.
Der Orgelbauer Konrad Scharf aus Feuerthalen erbaute im Jahr 1776 eine neue Orgel mit 10 Registern auf einem Manual und Pedal. Josef Braun aus Spaichingen entfernte 1852 die kurze Oktave und intonierte einige Register neu. Damals dürfte, nach dem Wegfall des Chorgebets, auch der Doppelprospekt aufgegeben worden sein.
In das restaurierte alte Gehäuse wurde 1943 unter Verwendung von Pfeifenmaterial aus der Vorgängerorgel durch die Orgelbau Metzler AG ein neues Instrument mit 9 Registern auf einem Manual und Pedal eingebaut. Die Spiel- und Registertrakturen sind mechanisch. Im Jahr 2002 wurde im Zuge der Restaurierung der Kirche auch die Orgel einer Revision unterzogen. Das Instrument hat folgende Disposition:
| I Hauptwerk C–f3 |    |
| Prinzipal        | 8′ |
| Gedeckt          | 8′ |
| Spitzflöte       | 8′ |
| Oktave           | 4′ |
| Flöte            | 4′ |
| Oktave           | 2′ |
| Mixtur III       | 1′ |

| Pedal C–f1 |     |
| Subbass    | 16′ |
| Gemshorn   | 8′  |

- Koppeln: Pedalkoppel

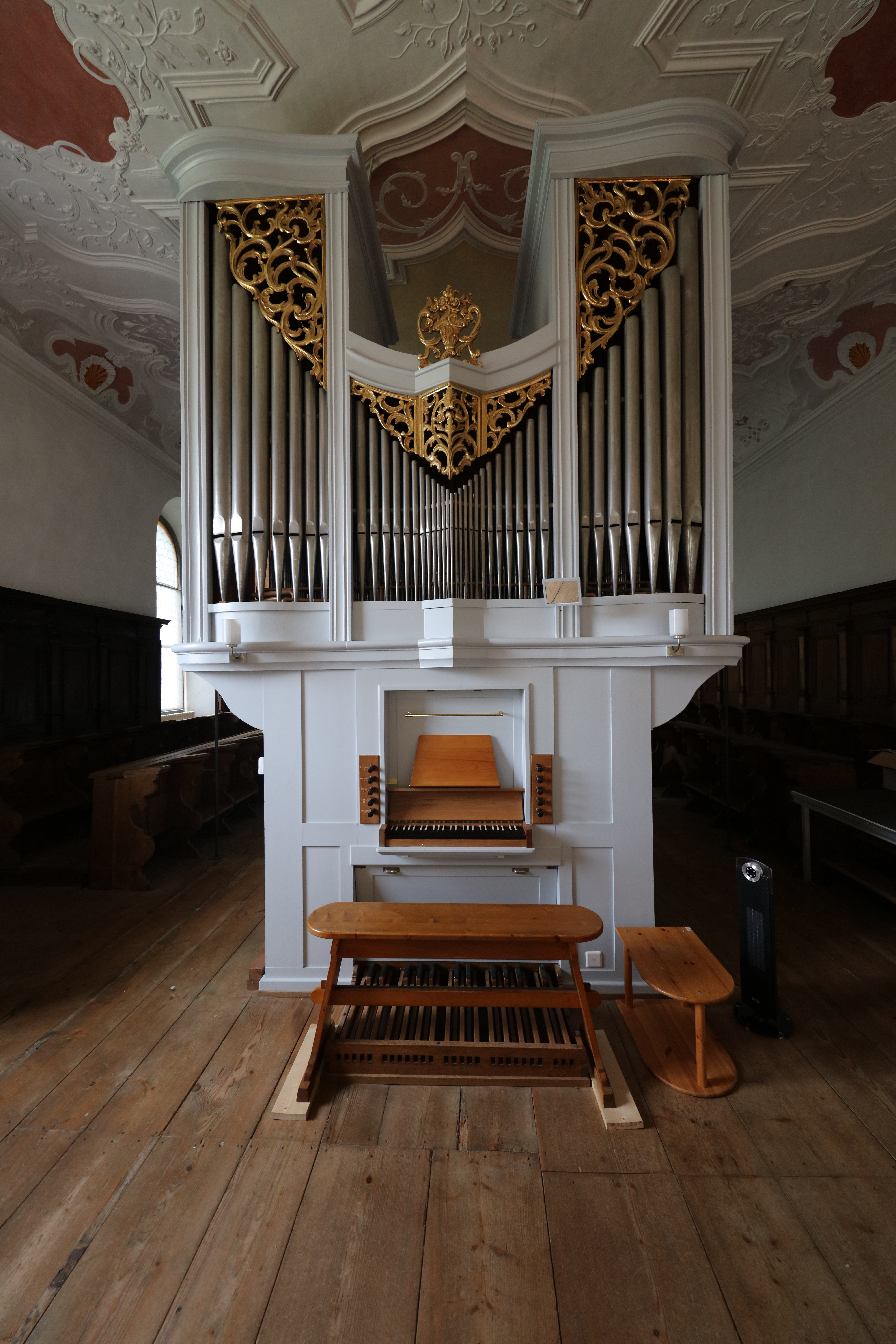
Die Orgel in der Klosterkirche
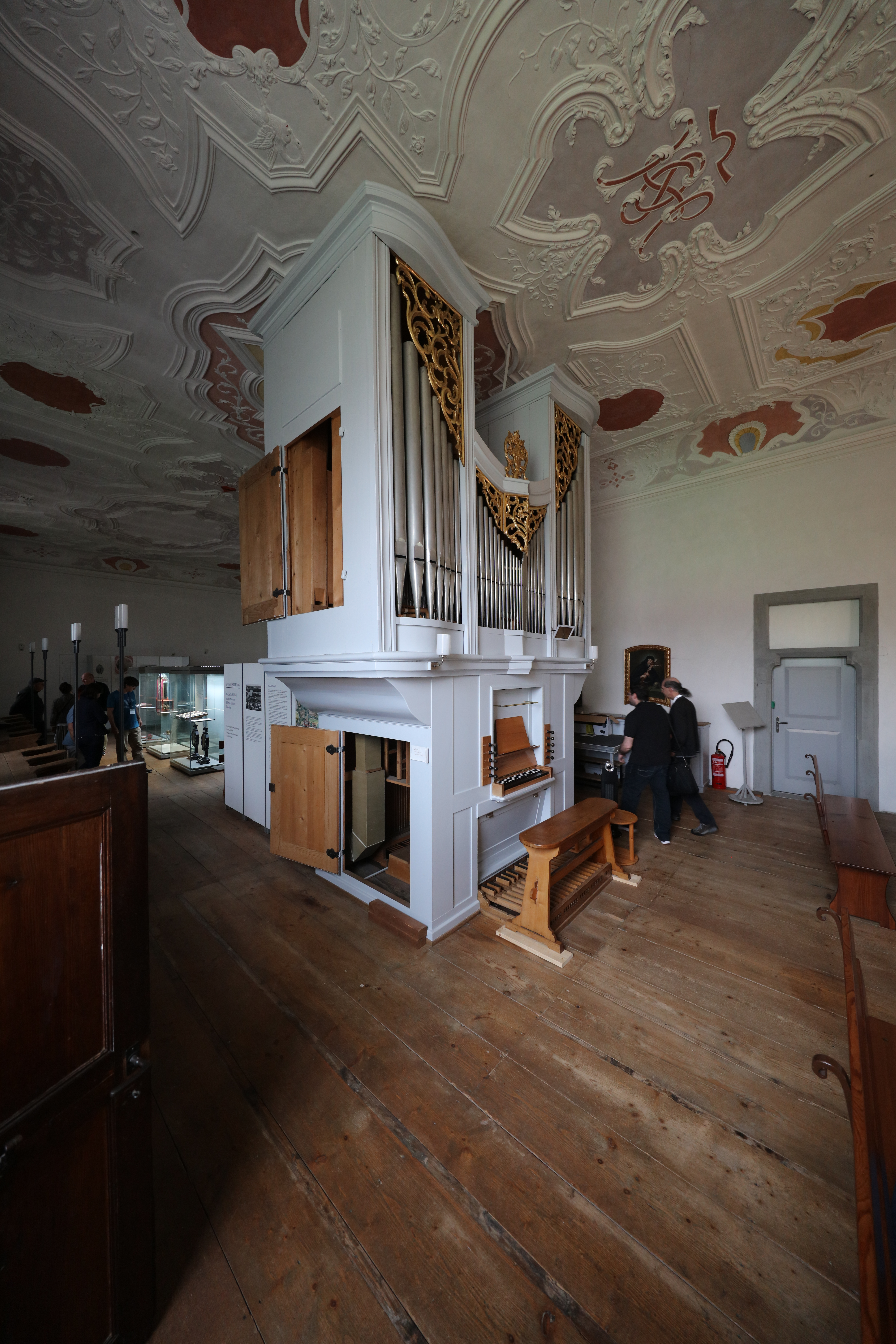
Die Orgel in der Klosterkirche, Seitenansicht
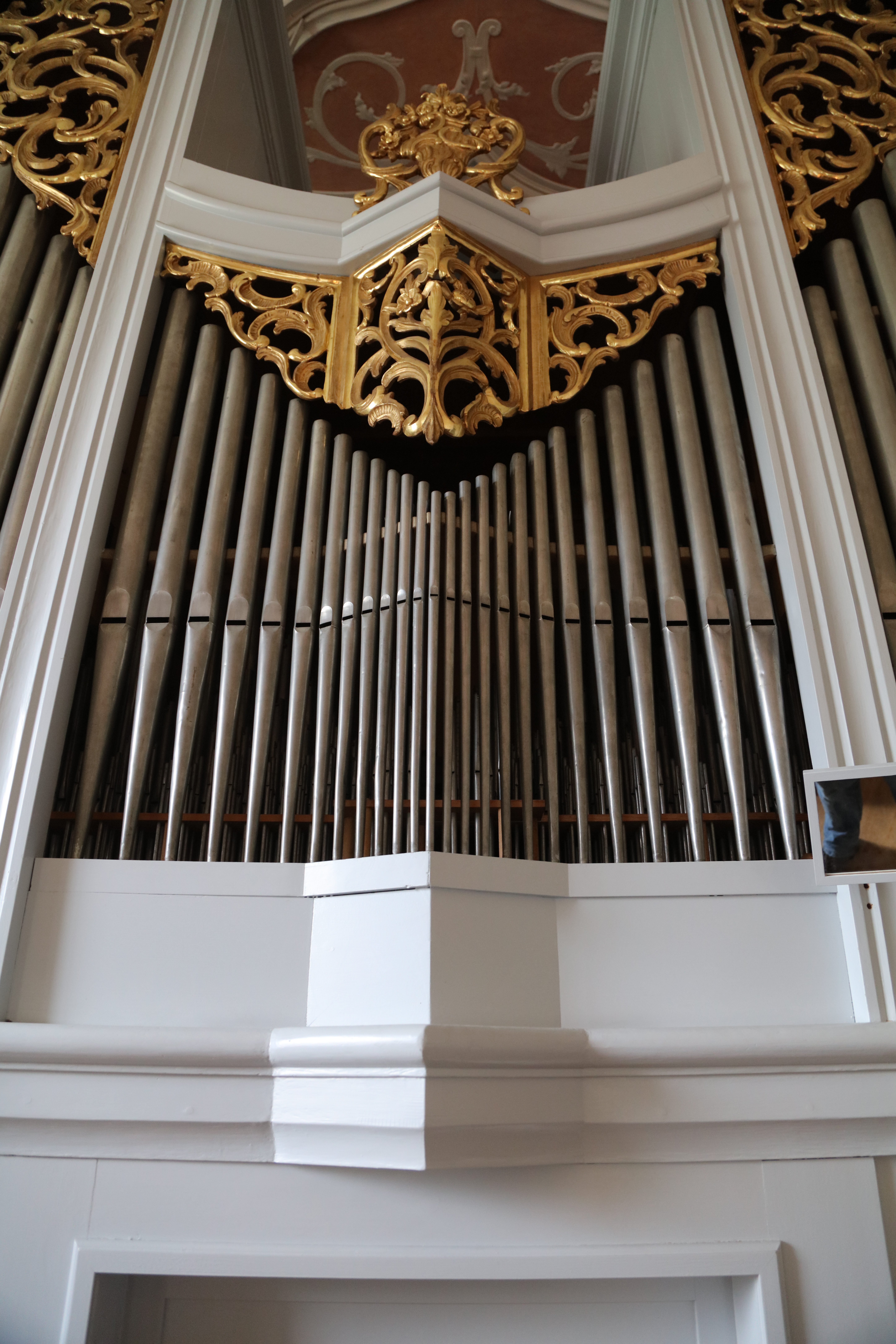
Nahaufnahme (Mittelfeld des Prospektes)
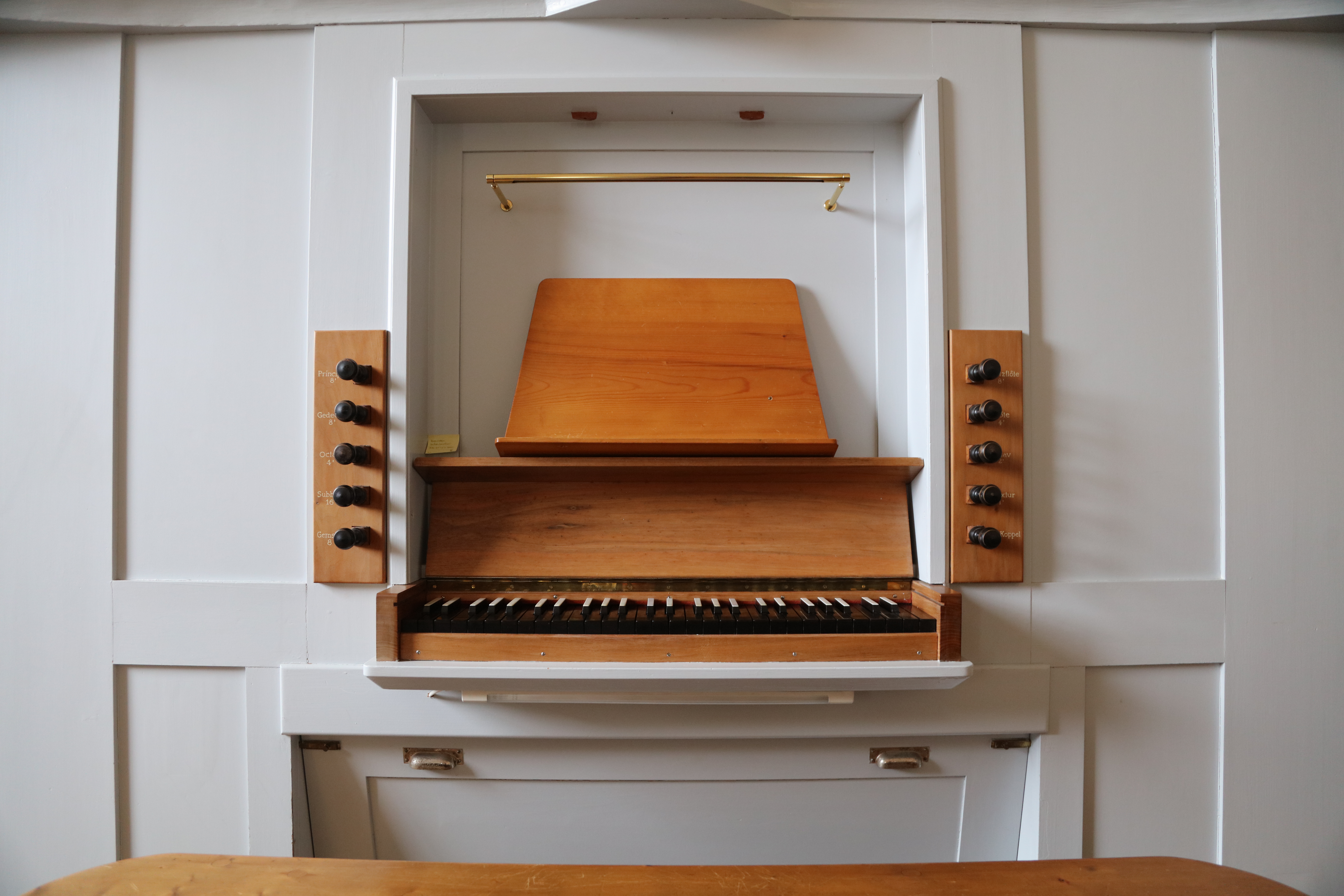
Spieltisch